# 6118 Mayuboshi
A 6118 Mayuboshi (ideiglenes jelöléssel (6118) 1986 QX3) a Naprendszer kisbolygóövében található aszteroida. Henri Debehogne fedezte fel 1986. augusztus 31-én.